# Anton Matosch
Anton Matosch (* 10. Juni 1851 in Linz; † 8. Mai 1918 in Wien) war ein österreichischer Bibliothekar und Heimatdichter.

## Leben

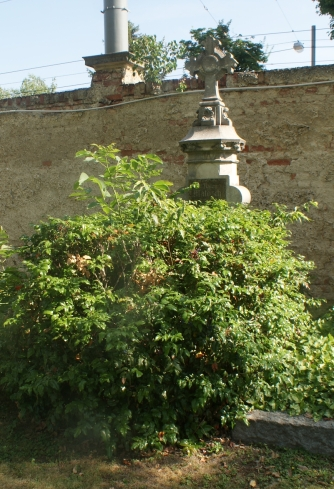
Grabstätte von Anton Matosch

Matosch besuchte das Gymnasium in Linz und gehörte dort der Pennalverbindung Austria an. Noch im selben Jahr der Matura (Abitur) begann Matosch 1869 an der Universität Wien Germanistik, Geographie, Philosophie und Geschichte zu studieren. Während dieser Zeit wurde er 1869 Mitglied der Akademischen Burschenschaft Oberösterreicher Germanen in Wien. 1873 beendete er dieses Studium und war anschließend einige Jahre im Schuldienst tätig.
Er kehrte aber nach einiger Zeit an die Universität zurück und wurde 1883 promoviert. Während dieser Zeit beschäftigte er sich intensiv mit dem Schriftsteller Franz Stelzhamer und gründete 1882 zusammen mit Hans Commenda sen. und Hans Zötl den Stelzhamer-Bund.
In den Jahren 1885 bis 1895 fungierte Matosch auch als Herausgeber der Reihe Aus da Hoamat.
In den Jahren 1890 bis 1913 berief man Matosch in Wien als Bibliothekar an die k.k. Geologischen Reichsanstalt. Am Ersten Weltkrieg nahm Matosch als Soldat teil.
Anfang des Jahres 1918 wurde er zum Oberbibliothekar und Regierungsrat befördert. Im Alter von 67 Jahren starb Anton Matosch am 8. Mai 1918 in Wien und wurde in einem Ehrengrab auf dem Wiener Zentralfriedhof (Gruppe 0, Reihe 1, Nummer 83) beerdigt.

## Werke
- General-Register der Bände 31–40 des Jahrbuches und der Jahrgänge 1881–1890 der Verhandlungen der k.k. geologischen Reichsanstalt. In: Jahrbuch der Geologischen Bundesanstalt. Band 41, Wien 1891, S. 1–206 (zobodat.at [PDF]).
- General-Register der Bände 41–50 des Jahrbuches und der Jahrgänge 1891–1900 der Verhandlungen der k.k. geologischen Reichsanstalt. Wien 1905.
- Aus da Hoamat. Volksausgabe ausgewählter oberösterreichischer Dialectdichtungen. Linz 1895.
- Historische Skizze über die Bibliothek der k.k. geolog.Reichsanstal in den Jahren 1849–1899. Wien 1900.
- Gedichte in oberösterreichischer Mundart. Wimmer, Linz 1910.